# 織田信当
- 織田 信当
- 織田 信當

織田 信当（おだ のぶまさ）は、江戸時代前期の旗本寄合。弥十郎。初名は重直、次いで信尚を名乗る。

## 生涯
織田信包の四男として誕生した。母は某氏。
元和元年（1615年）、16歳のとき、伏見城で、初めて徳川家康、秀忠に拝謁した。
慶安3年（1650年）9月1日、甥である柏原藩主・織田信勝が嗣子なく死去する。その所領である丹波国氷上郡のうち3000石は、信当が以前から知行しており、これまで通り領知することとなった。のち小姓組に列する。
寛文11年（1671年）9月3日、死去。72歳。法名は玄岫。赤坂の松泉寺に葬られた。

## 系譜
○出典：『寛政重修諸家譜』
- 父：織田信包
- 母：不明

- 兄弟姉妹
  - 織田信重
  - 寿圭 - 号は雪庭。近江国安土の摠見寺の住職を務め、のち京都妙心寺に移った
  - 織田信則
  - 織田信当
  - 女子
  - 女子 - 松平忠明室
  - 女子 - 木下利房室。のち離婚し、万里小路充房に嫁ぐ

- 正室：水野守信の娘

- 子女
  - 愚門 - 宗哲侍者、摠見寺の住職を務める
  - 織田信吉 - 平兵衛。早世
  - 織田信相
  - 女子 - 三好勝正（猪之助）の妻。のち離婚
  - 女子 - 宮原義辰の妻